# 금구도서관
금구도서관은 전북특별자치도 김제시에 있는 공립 도서관이다.

## 연혁
- 2005년 3월 30일 개관.